# Наймарк, Елена Борисовна
Елена Борисовна Наймарк (род. 10 июля 1964, Москва) — российский биолог, палеонтолог, популяризатор науки. Доктор биологических наук, ведущий научный сотрудник Палеонтологического института им. А. А. Борисяка, Лаборатория древнейших организмов.

## Биография
В 1987 году окончила биологический факультет МГУ. В 1991 году — аспирантуру при Институте океанологии. С 1994 года работает в Палеонтологическом институте РАН.
В 1991 году защитила диссертацию на соискание степени кандидата биологических наук «Моделирование динамики популяций наваги и сельди Белого моря», в 2001 году — докторскую диссертацию «Эволюционная биогеография ископаемых морских беспозвоночных: модель и примеры».
Автор более 100 научных публикаций, в том числе 2 монографий. Научный редактор и переводчик десятков научно-популярных книг, автор статей на сайте Элементы.ру.
Медаль РАН по биологии. Премия X. Раусинга (1998 год) (Динамика биоразнообразия прошлого и биогеография. Агностиды кембрия. Микробно-минеральные взаимодействия в глинах и их роль в формировании фоссилий).

## Семья
- Муж — Александр Владимирович Марков,[1] биолог, палеонтолог.
- Сестра (близнец) — Юлия.
- Трое сыновей.

## Труды

### Монографии
- «Количественные закономерности макроэволюции. Опыт применения системного подхода к анализу развития надвидовых таксонов» (в соавт., 1998, Тр. ПИН, Т.273)
- Naimark, E.B. (2012). Hundred species of the genus Peronopsis Hawle et Corda, 1847. Paleontological Journal. 46: 945–1057. doi:10.1134/S0031030112090018.

### Научно-популярные книги
- Александр Марков, Елена Наймарк. Эволюция. Классические идеи в свете новых открытий. — М.: Corpus, 2014. — 656 с. — (Династия). — 10 000 экз. — ISBN 978-5-17-083218-7.
- Александр Марков, Елена Наймарк. Перспективы отбора. От зеленых пеночек и бессмысленного усложнения до голых землекопов. — Corpus, 2019. — 416 с. — (Элементы). — 7000 экз. — ISBN 978-5-17-114115-8.
- Александр Марков, Елена Наймарк. Эволюция человека. Книга 3. Кости, гены и культура. — Corpus, 2021. — Т. 3. — 624 с. — (Династия). — 5000 экз. — ISBN 978-5-17-137580-5.